# Cinachyrella
Cinachyrella is een geslacht van sponsdieren uit de klasse van de Demospongiae (gewone sponzen). 

## Soorten
- Cinachyrella albabidens (Lendenfeld, 1907)
- Cinachyrella albaobtusa (Lendenfeld, 1907)
- Cinachyrella albatridens (Lendenfeld, 1907)
- Cinachyrella alloclada (Uliczka, 1929)
- Cinachyrella amphiacantha (Topsent, 1904)
- Cinachyrella anomala (Dendy, 1905)
- Cinachyrella apion (Uliczka, 1929)
- Cinachyrella arabica (Carter, 1869)
- Cinachyrella arenosa (van Soest & Stentoft, 1988)
- Cinachyrella australiensis (Carter, 1886)
- Cinachyrella australis (Lendenfeld, 1888)
- Cinachyrella cavernosa (Lamarck, 1815)
- Cinachyrella cavernosa (sensu Burton, 1959)
- Cinachyrella clavigera (Hentschel, 1912)
- Cinachyrella crustata (Wilson, 1925)
- Cinachyrella enigmatica (Burton, 1934)
- Cinachyrella eurystoma (Keller, 1891)
- Cinachyrella globulosa Desqueyroux-Faúndez & van Soest, 1997
- Cinachyrella globulosa (Gray, 1873)
- Cinachyrella hamata (Lendenfeld, 1907)
- Cinachyrella hirsuta (Dendy, 1889)
- Cinachyrella ibis (Row, 1911)
- Cinachyrella kuekenthali (Uliczka, 1929)
- Cinachyrella lacerata (Bösraug, 1913)
- Cinachyrella levantinensis Vacelet, Bitar, Carteron, Zibrowius & Perez, 2007
- Cinachyrella macellata (Sollas, 1886)
- Cinachyrella mertoni (Hentschel, 1912)
- Cinachyrella minuta (Wilson, 1902)
- Cinachyrella novaezealandiae (Brøndsted, 1924)
- Cinachyrella nuda (Hentschel, 1912)
- Cinachyrella paterifera (Wilson, 1925)
- Cinachyrella phacoides (Hentschel, 1911)
- Cinachyrella robusta (Carter, 1887)
- Cinachyrella schulzei (Keller, 1891)
- Cinachyrella tarentina (Pulitzer-Finali, 1983)
- Cinachyrella tenuiviolacea (Pulitzer-Finali, 1982)
- Cinachyrella trochiformis (Keller, 1891)
- Cinachyrella unjinensis Shim & Sim, 2010
- Cinachyrella uteoides (Dendy, 1924)
- Cinachyrella vaccinata (Dendy, 1922)